# 貝拉內市鎮
42°50′42″N 19°52′28″E / 42.84500°N 19.87444°E
貝拉內市鎮，是蒙特內哥羅的24個市镇之一，位於該國東北部，行政中心为貝拉內，面積544平方公里，2011年人口33,970，人口密度每平方公里62人。